# 움베르티데
움베르티데(이탈리아어: Umbertide)는 이탈리아 움브리아주 페루자도에 위치한 코무네다. 페루자에서 북쪽으로 30km, 치타디카스텔로에서 남쪽으로 20km 거리에 있다. 움베르티데는 움브리아에서 가장 큰 도시중 하나이며, 주에 비해서는 상대적으로 평평한 평지이다. 공작 기계, 농업 기계, 직물, 포장 재료, 도자기등을 생산하는 중요한 주의 산업 중심지이다.

## 역사
움베르티데 또는 주변 지역들은 고대 로마 이전과 로마 시대에도 사람들이 살았다. 몬테 아쿠토(Monte Acuto)의 꼭대기에는 움브리인들의 방어시설("castelliere")이 발견되기도 하였다. 움베르티데는 대학교를 보호하길 목적으로 서기 8세기 또는 10세기에 세워졌고, 본래의 이름은 프라타(Fratta)이며, 현재의 이름을 받은건 1863년에 움베르토 왕세자를 기념해서이다.